# John Charles Walker
Pour les articles homonymes, voir Walker et John Walker (homonymie).
John Charles Walker (6 juillet 1893, Racine-25 novembre 1994, Sun City) est un agronome américain connu pour ses travaux sur la résistance des plantes aux maladies,,.
Le New York Times déclara que « les recherches pionnières de Walker sur la résistance des plantes aux maladies ont eu une forte influence sur l’agriculture mondiale » et qu'il « était le premier scientifique à démontrer l’origine chimique de la résistance des plantes aux maladies ».
Walker est surtout connu pour avoir développé des variétés résistantes d'oignons, de choux, de haricots, de betteraves et de concombres,.
L'Académie nationale des sciences déclara qu'il était considéré comme « un des plus grands phytopathologistes  mondiaux » et que « ses découvertes fondamentales sur la résistance des plantes aux maladies avaient eu une influence durable sur l’agriculture mondiale ».
Walker est professeur émérite à l'Université du Wisconsin à Madison, président en 1943 et membre honoraire en 1965 de l'American Phytopathological Society.

## Distinctions
- 1945 : Élu à l'Académie nationale des sciences[2]
- 1960 : Docteur honoris causa en sciences de l'Université de Göttingen en Allemagne
- 1963 : Médaille du Mérite de la Société américaine de botanique
- 1965 : Membre honoraire de la Société phytopathologique américaine[2]
- 1970 : Award of Distinction, de la Société phytopathologique américaine[2]
- 1972 : Prix E. C. Stakeman de l'Université du Minnesota[2]
- 1978 : Lauréat du Prix de la Fondation Wolf en agriculture en Israël[1],[2]